# Abel Bedrune
Abel Bedrune (Buenos Aires, 4 de junio de 1889–12 de julio de 1967), cuyo nombre completo era Abel Francisco Bedrune, fue un bandoneonista, director de orquesta y compositor argentino dedicado al género del tango. Desarrolló la mayor parte de su actividad en la provincia de Santa Fe y es considerado el pionero del tango en Rosario. Su hija Ebe Bedrune fue pianista y directora de orquesta también en el género del tango.

## Actividad profesional
Su debut profesional se habría producido en 1910 en el Café El Caburé, de la ciudad de Rosario, donde estaba radicado, y actuaba asimismo en prostíbulos del barrio Pichincha. También fue en casas de tolerancia que tocó en Buenos Aires cuando la visitara en 1917, con un quinteto entre cuyos integrantes estaba el pianista Eduardo Pereyra (El Chon).
Su conjunto, al que imprimió un estilo sencillo, bailable, sin sutilezas, tuvo buena recepción en Rosario, con actuaciones en bailes de fin de semana en diversos salones y clubes, en el entonces afamado Cine Belgrano –entre 1926 y 1929-, en LT3 Radio Cerealista y en los bailes de Carnaval, llegó a ser el conjunto más popular de la ciudad y se lo llamó el Canaro Rosarino. En 1932, estrenó su tango Por algo será en el Teatro Colón de Rosario y el vals Es cierto te engañé en el Teatro Ópera.

## Docencia
Estaba dotado especialmente para la enseñanza de la música y entre sus alumnos que luego se destacaron se encuentran los bandoneonistas Julio Ahumada y Antonio Ríos. Entre quienes pasaron por su orquesta se recuerda al bandoneonista, guitarrista y violinista Juan Rezzano y a los vocalistas Tito Moreno y Guido Cantú que si bien no trascendieron en Buenos Aires eran muy conocidos en Rosario en 1936; por otra parte, el conjunto podía convertirse en una banda de jazz agregando los instrumentos necesarios. En 1940 actuó con su orquesta el cantor nacido en Brasil, Ricardo Argentino. Al año siguiente la orquesta actuó por  LR3 Radio Belgrano, pero luego se desintegró cuando varios de sus integrantes -los bandoneonistas Guillermo Uría, Adolfo Galessio, Lucio Di Filippo y Domingo Mattio- se quedaron en Buenos Aires tentados por otras orquestas en tanto Bedrune volvía a Rosario y armaba otra formación con la que  continuó actuando en bailes, teatros y radios.
Agustín Magaldi grabó el 12 de mayo de 1927 Carne de pecado, tango compuesto por Abel Bedrune  con letra de René Ruíz. Su obra Flor de milonga con letra de Emilio Magaldi, la grabó Julio De Caro para el sello Brunswick; la ranchera, con letra de José Oliva Nogueira, La machona la registró el 20 de octubre de 1934 Francisco Canaro con la voz de Carlos Galán. También le pertenecen El bordoneo, El Chon —dedicado a su amigo Eduardo Pereyra—, De punta a punta, Don Rodolfo, Don Vicente, Hay que reírla, Siempre flor, Varieté y la milonga Pepito.
Abel Bedrune  falleció el 12 de julio de 1967.